# Portugal International 1979
Die Portugal International 1979 fanden vom 23. bis zum 24. Mai 1979 statt. Es war die 14. Auflage dieser internationalen Titelkämpfe von Portugal im Badminton.

## Titelträger
| Disziplin    | Sieger                    |
| ------------ | ------------------------- |
| Herreneinzel | Ray Stevens               |
| Dameneinzel  | Nora Perry                |
| Herrendoppel | Ray Stevens Elliot Stuart |
| Damendoppel  | Nora Perry Eva Stuart     |
| Mixed        | Ray Stevens Nora Perry    |